# حبيب فاي
حبيب فاي (بالفرنسية: Habib Faye)‏ هو موسيقي سنغالي، ولد في 22 نوفمبر 1965، وتوفي في 25 أبريل 2018.

## وصلات خارجية
- حبيب فاي على موقع ميوزك برينز (الإنجليزية)
- حبيب فاي على موقع أول ميوزيك (الإنجليزية)
- حبيب فاي على موقع ديسكوغز (الإنجليزية)